# IVe Assemblée galloise
6 mai 2011 — 5 avril 2016 
 (4 ans, 10 mois et 30 jours)
Présentation
Direction
Précédent Suivant
La IVe Assemblée galloise, plus couramment appelée la IVe Assemblée (Fourth Assembly en anglais et Y Pedwerydd Cynulliad en gallois), est la législature dévolue de l’assemblée nationale du pays de Galles qui s’ouvre le 6 mai 2011 à la suite des élections tenues la veille et s’achève le 5 avril 2016.
Comme sous les première, deuxième et troisième mandatures, aucun parti ne détient la majorité absolue au sein de l’Assemblée entrante dont la séance inaugurale se déroule le 11 mai 2011. Cependant, le Labour, à la tête d’une majorité relative pour la quatrième fois, forme un gouvernement minoritaire dirigé par Carwyn Jones, de nouveau désigné premier ministre en mai 2011.
Pendant toute la durée de la législature, la présidence de l’Assemblée incombe à Rosemary Butler, secondée par David Melding en qualité de vice-président. La chambre se réunit pour la dernière fois à l’occasion d’une séance plénière le 4 avril 2016 ; elle est dissoute le lendemain, plus d’un mois avant les cinquièmes élections de l’Assemblée.

## Composition de l’exécutif

### Souverain
Lors de l’ouverture de la IVe Assemblée galloise, le 6 mai 2011, Élisabeth II est la reine du Royaume-Uni depuis le 6 février 1952.

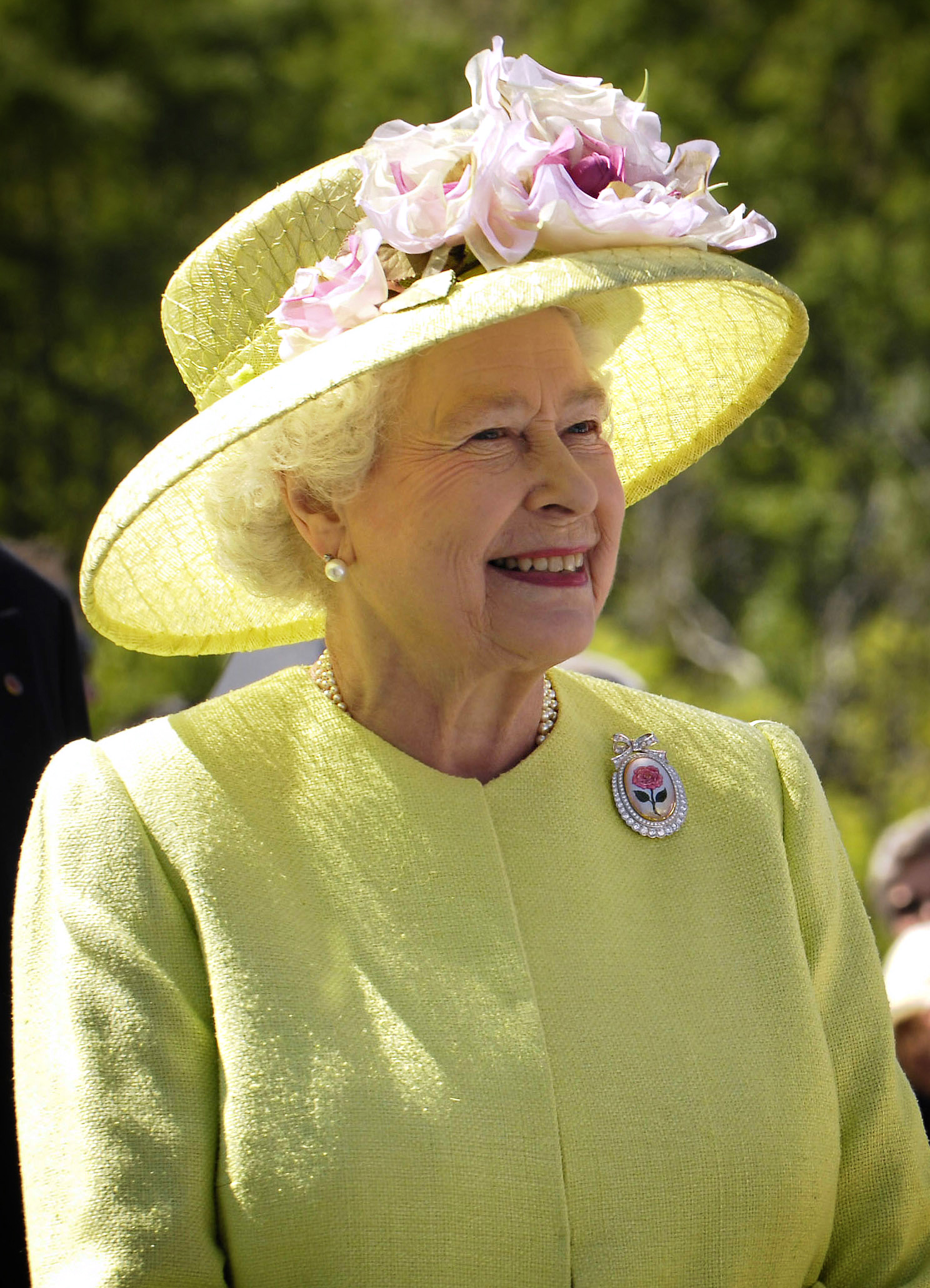
Élisabeth II, reine du Royaume-Uni.

### Premier ministre
Le premier ministre en fonction au début du cycle parlementaire est Carwyn Jones. À la première réunion des membres de l’Assemblée, le 11 mai 2011, il est reconduit dans sa fonction de chef de gouvernement,.

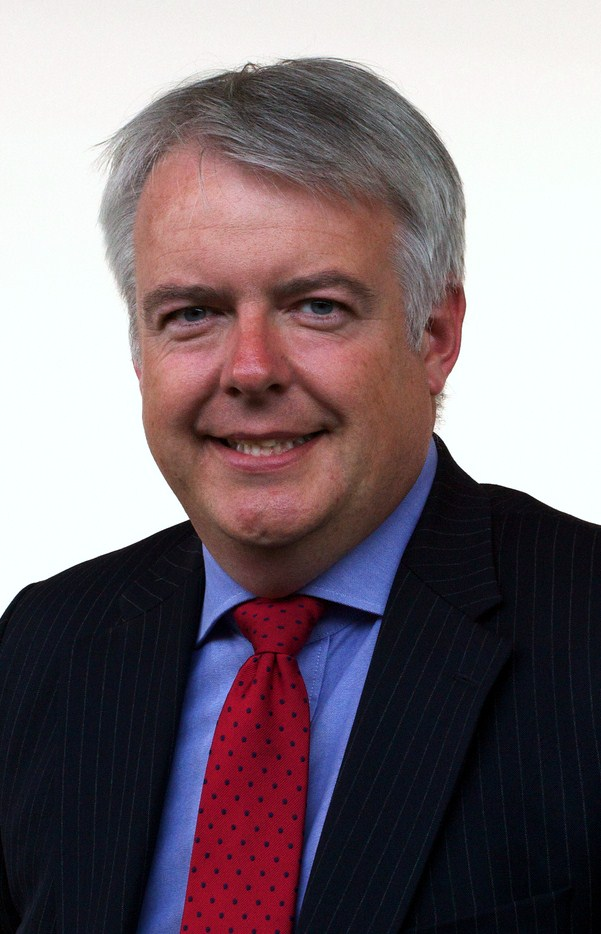
Carwyn Jones, premier ministre de 2011 à 2016.

### Gouvernements successifs
Deux structures gouvernementales, appelées « gouvernement de l’Assemblée galloise » puis « gouvernement gallois », sont en fonction pendant la IVe Assemblée galloise,.
| No  | Nom                   | Dates de mandat                                         | Partis          | Premier ministre et vice-premier ministre | Premier ministre et vice-premier ministre | Premier ministre et vice-premier ministre         | Premier ministre et vice-premier ministre | Composition initiale                                                      |
| --- | --------------------- | ------------------------------------------------------- | --------------- | ----------------------------------------- | ----------------------------------------- | ------------------------------------------------- | ----------------------------------------- | ------------------------------------------------------------------------- |
| 1er | Gouvernement Jones I  | 6 — 11 mai 2011 (5 jours)                               | Labour et Plaid |                                           | Carwyn Jones                              |                                                   | Ieuan Wyn Jones                           | 1 vice-premier ministre 7 ministres 1 conseiller général 4 vice-ministres |
| 2e  | Gouvernement Jones II | 13 mai 2011 — 5 avril 2016 (4 ans, 10 mois et 23 jours) | Labour          |                                           |                                           | 7 ministres 1 conseiller général 3 vice-ministres |                                           |                                                                           |

## Composition de l’Assemblée nationale du pays de Galles

### Résultats des élections générales de 2011
Des élections de l’Assemblée nationale du pays de Galles sont organisées le 5 mai 2011. Il s’agit des quatrièmes élections autonomes au pays de Galles instituées dans le cadre de la dévolution du pouvoir.
Compte tenu des modalités d’élection des membres de l’Assemblée selon le système du membre additionnel (additional member system en anglais), on distingue deux types de votes conduits simultanément et organisés à un tour :
- un scrutin uninominal majoritaire d’un représentant dans chacune des 40 circonscriptions ;
- un scrutin plurinominal de quatre représentants dans chacune des 5 régions électorales.

À l’issue de ces deux scrutins, les « sièges compensatoires » (top-up seats en anglais) sont distribués après plusieurs tours d’attribution en fonction du résultat d’une formation politique au niveau des circonscriptions et en fonction du pourcentage de voix obtenu régionalement.

#### Votes
Au niveau des circonscriptions, 40 sièges sont en jeu et 176 personnes se portent candidates à ces élections tandis que 222 candidats s’affrontent dans des listes à l’échelle des 5 régions électorales devant élire 4 représentants chacune, soit 20 sièges. Les conservateurs, les démocrates libéraux, les travaillistes et les nationalistes présentent des candidats dans toutes les circonscriptions et dressent des listes dans toutes les régions électorales.
La participation électorale s’élève à 42 %, soit 2 points de plus qu’aux élections générales de l’Assemblée de 2007 (44 %),.
| \| Pourcentages des votes régionaux et de circonscriptions \| Pourcentages des votes régionaux et de circonscriptions \| Pourcentages des votes régionaux et de circonscriptions \| Pourcentages des votes régionaux et de circonscriptions \| Pourcentages des votes régionaux et de circonscriptions \| \| ------------------------------------------------------- \| ------------------------------------------------------- \| ------------------------------------------------------- \| ------------------------------------------------------- \| ------------------------------------------------------- \| \| \| \| \| \| \| \| Labour \| Labour \| \| 39.60% \| 39.60% \| \| Conservatives \| Conservatives \| \| 23.77% \| 23.77% \| \| Plaid Cymru \| Plaid Cymru \| \| 18.58% \| 18.58% \| \| Liberal Democrats \| Liberal Democrats \| \| 9.90% \| 9.90% \| \| UKIP \| UKIP \| \| 2.31% \| 2.31% \| \| Green \| Green \| \| 1.80% \| 1.80% \| \| BNP \| BNP \| \| 1.56% \| 1.56% \| \| Socialist Labour \| Socialist Labour \| \| 1.21% \| 1.21% \| \| Autres \| Autres \| \| 1.27% \| 1.27% \| |                   |  |        |        |
| Pourcentages des votes régionaux et de circonscriptions |                   |  |        |        |
| |                   |  |        |        |
| Labour | Labour            |  | 39.60% | 39.60% |
| Conservatives | Conservatives     |  | 23.77% | 23.77% |
| Plaid Cymru | Plaid Cymru       |  | 18.58% | 18.58% |
| Liberal Democrats | Liberal Democrats |  | 9.90%  | 9.90%  |
| UKIP | UKIP              |  | 2.31%  | 2.31%  |
| Green | Green             |  | 1.80%  | 1.80%  |
| BNP | BNP               |  | 1.56%  | 1.56%  |
| Socialist Labour | Socialist Labour  |  | 1.21%  | 1.21%  |
| Autres | Autres            |  | 1.27%  | 1.27%  |

#### Répartition des sièges
Seuls quatre partis politiques sont représentés à l’Assemblée nationale du pays de Galles. Aucun d’entre eux ne détient la majorité absolue (31 sièges), mais le parti ayant le contingent le plus important de membres de l’Assemblée est le Labour avec 30 sièges.
| \| Pourcentage des sièges de membres de l’Assemblée \| Pourcentage des sièges de membres de l’Assemblée \| Pourcentage des sièges de membres de l’Assemblée \| Pourcentage des sièges de membres de l’Assemblée \| Pourcentage des sièges de membres de l’Assemblée \| \| ------------------------------------------------ \| ------------------------------------------------ \| ------------------------------------------------ \| ------------------------------------------------ \| ------------------------------------------------ \| \| \| \| \| \| \| \| Labour \| Labour \| \| 50.00% \| 50.00% \| \| Conservatives \| Conservatives \| \| 23.33% \| 23.33% \| \| Plaid Cymru \| Plaid Cymru \| \| 18.33% \| 18.33% \| \| Liberal Democrats \| Liberal Democrats \| \| 8.33% \| 8.33% \| |                   |  |        |        |
| Pourcentage des sièges de membres de l’Assemblée |                   |  |        |        |
| |                   |  |        |        |
| Labour | Labour            |  | 50.00% | 50.00% |
| Conservatives | Conservatives     |  | 23.33% | 23.33% |
| Plaid Cymru | Plaid Cymru       |  | 18.33% | 18.33% |
| Liberal Democrats | Liberal Democrats |  | 8.33%  | 8.33%  |

#### Assemblée entrante
L’Assemblée nationale du pays de Galles élue le 5 mai 2011 entre en fonction le lendemain, lorsque les membres de l’Assemblée sont déclarés élus, jusqu’au 5 avril 2016, jour de sa dissolution, plus d’un mois avant les élections générales.
La séance d’installation de l’Assemblée se déroule le 11 mai 2011 tandis que la séance de fin de mandature se tient le 4 avril 2016,.
Parmi les 60 membres élus à l’Assemblée, on dénombre :
- 24 femmes (40,00 % des sièges) ;
- un membre de la Chambre des lords (1,67 % des sièges).

| Parti             | Mode d’élection de membres | Mode d’élection de membres | Sexe des membres | Sexe des membres | Exercice du mandat | Exercice du mandat | Participation à une autre législature | Participation à une autre législature |
| ----------------- | -------------------------- | -------------------------- | ---------------- | ---------------- | ------------------ | ------------------ | ------------------------------------- | ------------------------------------- |
| Parti             | Uninominal                 | Plurinominal               | Hommes           | Femmes           | Depuis 1999        | Depuis 2011        | Communes                              | Lords                                 |
| Labour            | 28                         | 2                          | 16               | 14               | 11                 | 12                 | —                                     | —                                     |
| Conservatives     | 6                          | 8                          | 10               | 4                | 2                  | 5                  | —                                     | —                                     |
| Plaid Cymru       | 5                          | 6                          | 7                | 4                | 8                  | 3                  | —                                     | 1                                     |
| Liberal Democrats | 1                          | 4                          | 4                | 1                | 2                  | 3                  | —                                     | —                                     |

### Modifications à la composition
La composition de l’Assemblée nationale du pays de Galles est modifiée par des remplacements au niveau des régions électorales ou une élection partielle au niveau des circonscriptions à la suite de démissions ou de décès de membres de l’Assemblée.

#### Remplacements
| Région électorale   | Liste             | Membre sortant | Membre sortant      | Fin de mandat | Raison           | Membre entrant | Membre entrant | Début de mandat |
| ------------------- | ----------------- | -------------- | ------------------- | ------------- | ---------------- | -------------- | -------------- | --------------- |
| South Wales Central | Liberal Democrats |                | John Dixon          | 17 mai 2011   | Disqualification |                | Eluned Parrott | 6 juillet 2011  |
| North Wales         | Liberal Democrats |                | Aled Roberts        | 17 mai 2011   | Disqualification |                | Aled Roberts   | 6 juillet 2011  |
| North Wales         | Conservatives     |                | Antoinette Sandbach | 8 mai 2015    | Démission        |                | Janet Haworth  | 27 mai 2015     |
| South Wales West    | Conservatives     |                | Byron Davies        | 15 mai 2015   | Démission        |                | Altaf Hussain  | 19 mai 2015     |

#### Élection partielle
| Circonscription | Membre sortant  | Parti | Parti | Fin de mandat | Raison    | Membre entrant   | Parti | Parti | Élection      | Début de mandat |
| --------------- | --------------- | ----- | ----- | ------------- | --------- | ---------------- | ----- | ----- | ------------- | --------------- |
| Ynys Môn        | Ieuan Wyn Jones |       | Plaid | 20 juin 2013  | Démission | Rhun ap Iorwerth |       | Plaid | 1er août 2013 | 2 août 2013     |

## Élection de la présidence de l’Assemblée
Le président de l’Assemblée nationale du pays de Galles est élu le 11 mai 2011 à la séance d’ouverture de la quatrième mandature. Elle est présidée par Dafydd Elis-Thomas, président sortant.
Le président sortant demande aux membres de l’Assemblée des candidatures pour le poste. Ieuan Wyn Jones, chef du groupe de Plaid Cymru, propose alors la candidature de Rosemary Butler (Labour) que Paul Davies appuie en qualité de représentant du groupe conservateur. En l’absence d’autres candidatures et d’objections, elle est déclarée élue par le président sortant et prend place à la tête de l’Assemblée.
| Candidat       | Groupe         | Groupe         | Premier tour | Premier tour | Situation |
| Candidat       | Groupe         | Groupe         | Voix         | %            | Situation |
| -------------- | -------------- | -------------- | ------------ | ------------ | --------- |
| David Melding  |                | Conservatives  | 46           | 79,31        | Élu       |
| William Graham |                | Conservatives  | 12           | 20,69        |           |
|                |                |                |              |              |           |
| Inscrits       | Inscrits       | Inscrits       | 60           | 100,00       |           |
| Votants        | Votants        | Votants        | 59           | 98,33        |           |
| Blancs et nuls | Blancs et nuls | Blancs et nuls | 1            | 1,67         |           |
| Exprimés       | Exprimés       | Exprimés       | 58           | 100,00       |           |

La présidente demande ensuite à ses collègues des candidats pour le poste de vice-président de l’Assemblée nationale du pays de Galles. Jocelyn Davies (Plaid) suggère le nom de William Graham (Conservatives), soutenu par Peter Black, membre des Liberal Democrats, tandis que Simon Thomas (Plaid) propose David Melding (Conservatives), avec l’appui de Christine Chapman (Labour). Une élection à bulletin secret se tient donc entre les deux candidats ; David Melding la remporte et est déclaré vice-président par la présidente.

## Élection du premier ministre
Lors de la séance inaugurale du 11 mai 2011, la présidente de l’Assemblée nationale du pays de Galles suggère aux membres de l’Assemblée de proposer un candidat pour occuper le poste de premier ministre. Janice Gregory, au nom du Labour avance la candidature de Carwyn Jones. En l’absence d’autres propositions, il est déclaré premier ministre par la présidente.

## Élection de la commission de l’Assemblée
La nomination des membres de la commission de l’Assemblée est adoptée le 25 mai 2011 sur proposition de Jane Hutt :
- Sandy Mewies y représente le Labour ;
- Rhodri Glyn Thomas Plaid Cymru ;
- Angela Burns les Conservatives ;
- Peter Black les Liberal Democrats.

## Groupes politiques

### Présidences et statuts des groupes
| Groupes                         | Groupes                                        | Abréviation | Chef                        | Statut vis-à-vis du cabinet | Statut vis-à-vis du cabinet |
| Groupes                         | Groupes                                        | Abréviation | Chef                        | Position                    | Période                     |
| ------------------------------- | ---------------------------------------------- | ----------- | --------------------------- | --------------------------- | --------------------------- |
|                                 | Labour / Llafur                                | LAB         | Carwyn Jones (2011-2016)    | Participation - (I - II)    | 2011-2016                   |
|                                 | Conservatives / Y Ceidwadwyr                   | CON         | Paul Davies (2011)          | Opposition (officielle)     | 2011-2016                   |
| Andrew R. T. Davies (2011-2016) | Conservatives / Y Ceidwadwyr                   | CON         |                             | Opposition (officielle)     | 2011-2016                   |
|                                 | The Party of Wales / Plaid Cymru               | PC          | Ieuan Wyn Jones (2011-2012) | Participation - (I)         | 2011                        |
| Leanne Wood (2012-2016)         | The Party of Wales / Plaid Cymru               | PC          | Opposition                  | 2011-2016                   |                             |
|                                 | Liberal Democrats / Y Democratiaid Rhyddfrydol | LD          | Kirsty Williams (2011-2016) | Opposition                  | 2011-2016                   |

### Composition
À l’ouverture de la quatrième mandature, quatre groupes politiques sont formés à l’Assemblée nationale du pays de Galles.

#### Labour
Le groupe du Labour (Lafur en gallois) se compose de 30 membres de l’Assemblée à l’entrée en fonction de la législature.
Carwyn Jones, nommé premier ministre le 11 mai 2011, chef du groupe depuis le 1er décembre 2009 à la suite de la démission de Rhodri Morgan, sous la IIIe législature, est de facto reconduit sous la IVe Assemblée,,.

#### Conservatives
Le groupe des Conservatives (Y Ceidwadwyr en gallois) se compose de 14 membres de l’Assemblée à l’entrée en fonction de la législature.
Nick Bourne, chef du groupe depuis le 18 août 1999 à la suite de la démission de Rod Richards, sous la Ire Assemblée galloise, perd son siège lors des élections de 2011 faisant de Paul Davies le chef intérimaire du groupe en tant que vice-chef sous la IIIe législature. Le 14 juillet 2011, Andrew R. T. Davies est nommé chef du groupe conservateur de façon permanente après un vote interne aux Welsh Conservatives,,,.
Devenus membres du Parlement à la suite des élections générales de la Chambre des communes de 2015, Antoinette Sandbach et Byron Davies démissionnent de leurs mandats à l’Assemblée respectivement les 8 et 15 mai 2015. Ils sont remplacés par Altaf Hussain le 19 mai suivant (pour Byron Davies) et par Janet Haworth le 27 mai (pour Antoinette Sandbach), n’altérant pas le nombre de représentants des Conservatives au Senedd,,,,,.

#### Plaid Cymru
Le groupe de Plaid Cymru (The Party of Wales en anglais) se compose de 11 membres de l’Assemblée à l’entrée en fonction de la législature.
Ieuan Wyn Jones, chef du groupe depuis le 4 août 2000 à la suite de la démission de Dafydd Wigley, sous la Ire Assemblée galloise, est reconduit dans sa position en 2011. Le 13 mai 2011, il annonce cependant vouloir renoncer à la direction du groupe compte tenu des résultats électoraux du parti. Le 15 mars 2012, Leanne Wood lui succède en tant que chef de file des membres de l’Assemblée de Plaid Cymru,,.
Bethan Jenkins est exclue du groupe entre le 15 octobre 2012 et le 8 janvier 2013 ; elle siège durant cette période en indépendante,.
Le 20 juin 2013, Ieuan Wyn Jones démissionne de son poste de membre de l’Assemblée, provoquant une élection partielle à Ynys Môn le 1er août suivant. Un autre membre de Plaid, Rhun ap Iorwerth, lui succède le 2 août 2013,,,.

#### Liberal Democrats
Le groupe des Liberal Democrats (Y Democratiaid Rhyddfrydol en gallois) se compose de 5 membres de l’Assemblée à l’entrée en fonction de la législature.
Kirsty Williams, chef du groupe depuis le 8 décembre 2008 à la suite de la démission de Mike German, sous la IIIe législature, est reconduite sous la IVe Assemblée.
Le 17 mai 2011, l’Assemblée nationale du pays de Galles disqualifie Aled Roberts et John Dixon, deux démocrates libéraux, en raison de leur appartenance à une organisation incompatible avec l’exercice du mandat de membre de l’Assemblée du fait de potentiels conflits d’intérêt. John Dixon est définitivement écarté de la chambre par un vote le 5 juillet 2011 et Eluned Parrott le remplace en tant que candidate suivante sur la liste de la région électorale le lendemain. Aled Roberts est quant à lui réintégré à la suite d’une motion adoptée le 6 juillet 2011,,.

#### Non-inscrits
À l’ouverture du cycle parlementaire, aucun membre de l’Assemblée ne siège en indépendant.
Pendant sa suspension du groupe de Plaid Cymru, Bethan Jenkins siège en indépendante entre le 15 octobre 2012 et le 8 janvier 2013,.

### Historique de la composition des groupes
|                 | Groupe                                                  | Groupe                                                  | Groupe                                                  | Groupe                                                  | Non-inscrits                                            | Vacants                                                 |
| LAB             | CON                                                     | PC                                                      | LD                                                      |                                                         | Non-inscrits                                            | Vacants                                                 |
| --------------- | ------------------------------------------------------- | ------------------------------------------------------- | ------------------------------------------------------- | ------------------------------------------------------- | ------------------------------------------------------- | ------------------------------------------------------- |
|                 |                                                         |                                                         |                                                         |                                                         | Non-inscrits                                            | Vacants                                                 |
| 6 mai 2011      | Début de la quatrième mandature de l’Assemblée galloise | Début de la quatrième mandature de l’Assemblée galloise | Début de la quatrième mandature de l’Assemblée galloise | Début de la quatrième mandature de l’Assemblée galloise | Début de la quatrième mandature de l’Assemblée galloise | Début de la quatrième mandature de l’Assemblée galloise |
| 11 mai 2011     | 30                                                      | 14                                                      | 11                                                      | 5                                                       |                                                         |                                                         |
| 17 mai 2011     | 30                                                      | 14                                                      | 11                                                      | 3                                                       | 2                                                       |                                                         |
| 6 juillet 2011  | 30                                                      | 14                                                      | 11                                                      | 5                                                       |                                                         |                                                         |
| 15 octobre 2012 | 30                                                      | 14                                                      | 10                                                      | 5                                                       | 1                                                       |                                                         |
| 8 janvier 2013  | 30                                                      | 14                                                      | 11                                                      | 5                                                       |                                                         |                                                         |
| 20 juin 2013    | 30                                                      | 14                                                      | 10                                                      | 5                                                       | 1                                                       |                                                         |
| 2 août 2013     | 30                                                      | 14                                                      | 11                                                      | 5                                                       |                                                         |                                                         |
| 8 mai 2015      | 30                                                      | 13                                                      | 11                                                      | 5                                                       | 1                                                       |                                                         |
| 15 mai 2015     | 30                                                      | 12                                                      | 11                                                      | 5                                                       | 2                                                       |                                                         |
| 19 mai 2015     | 30                                                      | 13                                                      | 11                                                      | 5                                                       | 1                                                       |                                                         |
| 27 mai 2015     | 30                                                      | 14                                                      | 11                                                      | 5                                                       |                                                         |                                                         |
| 5 avril 2016    | Fin de la quatrième mandature de l’Assemblée galloise   | Fin de la quatrième mandature de l’Assemblée galloise   | Fin de la quatrième mandature de l’Assemblée galloise   | Fin de la quatrième mandature de l’Assemblée galloise   | Fin de la quatrième mandature de l’Assemblée galloise   | Fin de la quatrième mandature de l’Assemblée galloise   |

## Présidences des comités
Les comités font l’objet d’une création en début de législature : celui des Affaires le 18 mai 2011, celui sur les Textes réglementaires et celui des Pétitions le 15 juin 2011, ceux des Enfants et des Jeunes, de l’Environnement et de la Durabilité, de la Santé et de la Protection sociale, des Communautés, de l’Égalité et du Gouvernement local, de l’Entreprise et des Affaires, de la Finance, des Comptes publics, et des Normes de conduite le 22 juin 2011. Seul le comité pour l’Examen du premier ministre est formé plus tardivement, le 2 mai 2012,,,.
Le 22 juin 2011, le comité sur les Textes réglementaires est renommé comité des Affaires constitutionnelles et législatives. Le comité des Enfants et des Jeunes devient le comité des Enfants, des Jeunes et de l’Éducation le 22 janvier 2014,.
| Comité législatif                           | Formation    | Dissolution  | Président | Président           | Groupe | Période   |
| ------------------------------------------- | ------------ | ------------ | --------- | ------------------- | ------ | --------- |
| Affaires                                    | 18 mai 2011  | 5 avril 2016 |           | Rosemary Butler     | P      | 2011-2016 |
| Affaires constitutionnelles et législatives | 15 juin 2011 | 5 avril 2016 |           | David Melding       | VP     | 2011-2016 |
| Pétitions                                   | 15 juin 2011 | 5 avril 2016 |           | Christine Chapman   | LAB    | 2011      |
| Pétitions                                   | 15 juin 2011 | 5 avril 2016 |           | William Powell      | LD     | 2011-2016 |
| Enfants, Jeunes et Éducation                | 22 juin 2011 | 5 avril 2016 |           | Christine Chapman   | LAB    | 2011-2013 |
| Enfants, Jeunes et Éducation                | 22 juin 2011 | 5 avril 2016 |           | Ann Jones           | LAB    | 2013-2016 |
| Environnement et Durabilité                 | 22 juin 2011 | 5 avril 2016 |           | Dafydd Elis-Thomas  | PC     | 2011-2014 |
| Environnement et Durabilité                 | 22 juin 2011 | 5 avril 2016 |           | Alun Ffred Jones    | PC     | 2014-2016 |
| Santé et Protection sociale                 | 22 juin 2011 | 5 avril 2016 |           | Mark Drakeford      | LAB    | 2011-2013 |
| Santé et Protection sociale                 | 22 juin 2011 | 5 avril 2016 |           | David Rees          | LAB    | 2013-2016 |
| Communautés, Égalité et Gouvernement local  | 22 juin 2011 | 5 avril 2016 |           | Ann Jones           | LAB    | 2011-2013 |
| Communautés, Égalité et Gouvernement local  | 22 juin 2011 | 5 avril 2016 |           | Christine Chapman   | LAB    | 2013-2016 |
| Entreprise et Affaires                      | 22 juin 2011 | 5 avril 2016 |           | Andrew R. T. Davies | CON    | 2011-2014 |
| Entreprise et Affaires                      | 22 juin 2011 | 5 avril 2016 |           | William Graham      | CON    | 2014-2016 |
| Finance                                     | 22 juin 2011 | 5 avril 2016 |           | Jocelyn Davies      | PC     | 2011-2016 |
| Comptes publics                             | 22 juin 2011 | 5 avril 2016 |           | Darren Millar       | CON    | 2011-2016 |
| Normes de conduite                          | 22 juin 2011 | 5 avril 2016 |           | Mick Antoniw        | LAB    | 2011-2016 |
| Normes de conduite                          | 22 juin 2011 | 5 avril 2016 |           | John Griffiths      | LAB    | 2016      |
| Examen du premier ministre                  | 2 mai 2012   | 5 avril 2016 |           | David Melding       | CON    | 2012-2016 |

## Principaux événements

### Affaires parlementaires
| Date             | Événement |
| ---------------- | --- |
| 5 mai 2011       | Quatrièmes élections de l’Assemblée nationale du pays de Galles                                                                                         |
| 6 mai 2011       | Ouverture du cycle parlementaire |
| 11 mai 2011      | Séance inaugurale de l’Assemblée : - Rosemary Butler est élue présidente - David Melding est élu vice-président - Carwyn Jones est élu premier ministre |
| 13 mai 2011      | Formation du gouvernement de Carwyn Jones |
| 25 mai 2011      | Élection des commissaires de l’Assemblée |
| 7 juin 2011      | Ouverture solennelle de l’Assemblée par Élisabeth II, le duc d’Édimbourg, le prince de Galles et la duchesse de Cornouailles                            |
| 11 octobre 2011  | Formation de la commission sur la dévolution au pays de Galles                                                                                          |
| 15 décembre 2011 | Approbation et présentation du sceau gallois par la reine                                                                                               |
| 12 novembre 2012 | Sanction royale de la première loi de l’Assemblée, le National Assembly for Wales (Official Languages) Act 2012                                         |
| 19 novembre 2012 | Publication du premier rapport (pouvoirs fiscaux de l’Assemblée) de la commission sur la dévolution au pays de Galles                                   |
| 3 mars 2014      | Publication du deuxième rapport (pouvoirs législatifs et recommandations) de la commission sur la dévolution au pays de Galles                          |
| 17 décembre 2014 | Sanction royale du Wales Act 2014 |
| 1er mars 2015    | Annonce de l’accord de la Saint-David |
| 5 avril 2016     | Clôture du cycle parlementaire |

### Adresses et visites de l’Assemblée
| Date         | Personnalité                                      |
| ------------ | ------------------------------------------------- |
| 26 mars 2012 | Rowan Williams, archevêque de Cantorbéry (visite) |